# چدیکولام
چدیکولام (به لاتین: Cheddikulam) یک منطقهٔ مسکونی در سری‌لانکا است که در دبیرخانه بخش گونگلچدیکولم واقع شده‌است. چدیکولام ۷۰۱ نفر جمعیت دارد.